# أديل-يانغييورت
أديل-يانغييورت (بالروسية: Адиль-Янгиюрт) هي مدينة في مقاطعة داغستان في روسيا.